# Chen Long
Chen Long (født 18. januar 1989) er en kinesisk professionel badmintonspiller.
Han kvalificerede sig til sommer-OL 2012 i London efter at have været blandt de bedste på verdensranglisten. Dette var hans første deltagelse i et sommer-OL, og han vandt bronzemedaljen i mændenes singleturnering.